# Fladalandet, Korpo
Fladalandet är en ö i Finland. Den ligger i Skärgårdshavet och i kommunen Pargas i den ekonomiska regionen  Åboland i landskapet Egentliga Finland, i den sydvästra delen av landet. Ön ligger omkring 80 kilometer sydväst om Åbo och omkring 210 kilometer väster om Helsingfors.
Öns area är 9 hektar och dess största längd är 0,6 kilometer i sydöst-nordvästlig riktning.